# Цикл foreach

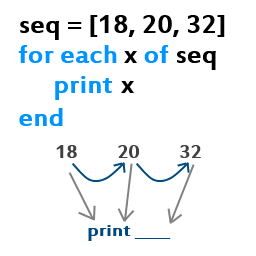
Для перебору елементів у колекції майже завжди використовують цикли Foreach

Цикл foreach — це оператор для обходу елементів у колекції. Foreach можна використовувати замість оператора циклу for. Однак, на відміну від циклу for, у циклах foreach зазвичай немає явного лічильника: він виконує зазначені в тілі дії для кожного елемента в колекції, а не заздалегідь визначену кількість разів. В об'єктно-орієнтованих мовах ітератор, навіть якщо він неявний, часто використовується як засіб обходу.
Синтаксис оператора foreach може відрізнятися, залежно від мови програмування. Загалом він такий:
```
для
 
кожного
 
елемента
 
колекції
:

    
набір
 
дій
,
 
які
 
для
 
поточнного
 
елемента
 
треба
 
виконати

```

Мови програмування, котрі підтримують оператор foreach: ABC, ActionScript, Ada, C++11, C#, ColdFusion Markup Language (CFML), Cobra, D, Daplex, Delphi, ECMAScript, Erlang, Java (від версії 1.5), JavaScript, Lua, Objective-C (від версії 2.0), ParaSail, Perl, PHP, Prolog, Python, REALbasic, Rebol, Red, Ruby, Scala, Smalltalk, Swift, Tcl, tcsh, оболонки Unix, Visual Basic .NET і Windows PowerShell.

## Цикл foreach у різних мовах

#### ActionScript 3.0
ActionScript підтримує стандарт ECMAScript 4.0 для for each .. in, котрий підставляє кожне зі значень замість value.
```
var
 
foo
:
Object
 
=
 
{

	
"apple"
:
1
,

	
"orange"
:
2

};

for
 
each
 
(
var
 
value
:
int
 
in
 
foo
)
 
{
 

	
trace
(
value
);
 

}

// returns "1" then "2"

```

ActionScript підтримує також for .. in, котрий підставляє кожен із ключів замість key.
```
for
 
(
var
 
key
:
String
 
in
 
foo
)
 
{
 

	
trace
(
key
);
 

}

// повертає спочатку "apple" , потім "orange"

```

#### Ada
Ada підтримує конструкцію foreach як частину циклу for. Нехай, X — це масив:
```
for
 
I
 
in
 
X
'
Range
 
loop

   
X
 
(
I
)
 
:=
 
Get_Next_Element
;

end
 
loop
;

```

Цей синтаксис використовується переважно для масивів, але також буде працювати з іншими типами, коли потрібен повний обхід.

Ada 2012 має узагальнені цикли для повного обходу контейнерів будь-якого типу (масив, списки, карти…):
```
for
 
Obj
 
of
 
X
 
loop

   
-- Work on Obj

end
 
loop
;

```

#### C
Мова C не має колекцій або конструкції foreach. Однак вона має кілька стандартних структур даних, які можна використовувати як колекції, а foreach можна легко створити за допомогою макроса.
Однак виникають дві очевидні проблеми:
- Макрос оголошує нову змінну в існуючій області видимості, яка залишається після циклу.
- Не можна визначити один макрос foreach, який працює з різними типами колекцій (наприклад, масив і зв'язаний список) або який можна розширити для типів користувачів.

Приклад коду на С, що працює як foreach:
```
#include
 
<stdio.h>

/* foreach macro viewing a string as a collection of char values */

#define foreach(ptrvar, strvar) \

char* ptrvar; \

for (ptrvar = strvar; (*ptrvar) != '\0'; *ptrvar++)

int
 
main
(
int
 
argc
,
 
char
**
 
argv
)
 
{

 
char
*
 
s1
 
=
 
"abcdefg"
;

 
char
*
 
s2
 
=
 
"123456789"
;

 
foreach
 
(
p1
,
 
s1
)
 
{

  
printf
(
"loop 1: %c
\n
"
,
 
*
p1
);

 
}

 
foreach
 
(
p2
,
 
s2
)
 
{

  
printf
(
"loop 2: %c
\n
"
,
 
*
p2
);

 
}

 
return
 
0
;

}

```

#### C#
У C#, припускаючи, що myArray є масивом цілих чисел:
```
foreach
 
(
int
 
x
 
in
 
myArray
)
 
{
 
Console
.
WriteLine
(
x
);
 
}

```

#### C++
C++11 підтримує цикл foreach. Синтаксис схожий до  мови Java:
```
#include
 
<iostream>

int
 
main
()

{

  
int
 
myint
[]
 
=
 
{
1
,
 
2
,
 
3
,
 
4
,
 
5
};

  
for
 
(
int
 
i
 
:
 
myint
)

  
{

    
std
::
cout
 
<<
 
i
 
<<
 
'\n'
;

  
}

}

```

#### Java
У Java конструкція foreach з'явилася в Java Development Kit (JDK) 1.5.0
.
Офіційні джерела використовують для конструкції кілька назв. Її називають «розширеним циклом for» (англ. Enhanced for Loop), «циклом For-Each» і «оператором foreach».
```
for
 
(
Type
 
item
 
:
 
iterableCollection
)
 
{

    
// Do something to item

}

```

#### JavaScript
Стандарт ECMAScript 6 має for..of для безіндексної ітерації по генераторах, масивах тощо:
```
for
 
(
var
 
item
 
of
 
array
){

    
// Do stuff

}

```

Альтернативний функціональний стиль:
```
array
.
forEach
(
item
 
=>
 
{

    
// Do stuff

})

```

Для невпорядкованої ітерації за ключами в об'єкті JavaScript має цикл for...in:
```
for
 
(
var
 
key
 
in
 
object
)
 
{

    
// Do stuff with object[key]

}

```

Щоб обмежити ітерацію власними властивостями об'єкта, за винятком тих, які успадковуються через ланцюжок прототипів, іноді корисно додати тест hasOwnProperty(), якщо його підтримує рушій JavaScript.
```
for
 
(
var
 
key
 
in
 
object
)
 
{

    
if
 
(
object
.
hasOwnProperty
(
key
))
 
{

        
// Do stuff with object[key]

    
}

}

```

#### PHP
У мові програмування PHP конструкція foreach надає простий спосіб перебору масивів. foreach працює тільки з масивами та об'єктами, і генеруватиме помилку за спроби використання зі змінними інших типів або неініціалізованими змінними. Існує два види синтаксису:
1. З використанням лише значення:
```
foreach
 
(
$set
 
as
 
$value
)
 
{

    
// Do something to $value;

}

```

2. З використанням ключа та значення:
```
foreach
 
(
$set
 
as
 
$key
 
=>
 
$value
)
 
{

    
echo
 
"
{
$key
}
 has a value of 
{
$value
}
"
;

}

```

#### Python
```
for
 
item
 
in
 
iterable_collection
:

    
# Do something with item

```

Присвоєння кортежу Python, повністю доступне в його циклі foreach, також робить тривіальним перебір пар (ключ, значення) в асоціативних масивах[джерело?]:
```
for
 
key
,
 
value
 
in
 
some_dict
.
items
():
  
# Direct iteration on a dict iterates on its keys

    
# Do stuff

```

Через те, що for ... in є єдиним різновидом циклу for у Python, еквівалентом циклу з параметром є 
```
for
 
i
 
in
 
range
(
len
(
seq
)):

    
# Do something to seq[i]

```

Коректнішим для Python вважають використання функції enumerate:
```
for
 
i
,
 
item
 
in
 
enumerate
(
seq
):

    
# Do stuff with item

    
# Possibly assign it back to seq[i]

```